# Donalbay
Donalbay (llamada oficialmente San Cristovo de Donalbai) es una parroquia y una aldea española del municipio de Begonte, en la provincia de Lugo, Galicia.

## Organización territorial
La parroquia está formada por nueve entidades de población, constando cinco de ellas en el nomenclátor del Instituto nacional de estadística español:
- A Eirexe
- A Modia
- Armental
- Donalbai
- Dongrandeo
- Esportel
- O Areal
- Senande
- Tras do Castro

## Demografía

### Parroquia
| Gráfica de evolución demográfica de Donalbay (parroquia) entre 2000 y 2019 |
|                                                                            |
| Datos según el nomenclátor publicado por el INE.                           |

### Aldea
| Gráfica de evolución demográfica de Donalbai (aldea) entre 2000 y 2019 |
|                                                                        |
| Datos según el nomenclátor publicado por el INE.                       |